# Hells Angels MC Denmark
Hells Angels MC Denmark er en film instrueret af Ib Makwarth.

## Handling
Hell's Angels er et folkefærd for sig. Med deres egne værdier og love og en livsstil, der betyder meget mere for dem end samfundets værdier og love. Bl.a. derfor sidder de ofte i fængsel. Ib Markwarths film fortæller om dem på deres egne præmisser. De får muligheden for at tale om sig selv, men filmen er ikke en reklamefilm for dem. Det er op til tilskuerne, hvad de vil mene om den mærkelige blanding af borgerlige konventioner, bandekrig, gammeldags helte- og æresbegreber og motorcykeldyrkelse, som livsstilen er baseret på (uddrag af Ebbe Kløvedal Reichs indledning fra filmens program).